# Arroyo Tigre, San Miguel Soyaltepec
Arroyo Tigre är en ort i Mexiko.   Den ligger i kommunen San Miguel Soyaltepec och delstaten Oaxaca, i den sydöstra delen av landet, 300 km sydost om huvudstaden Mexico City. Arroyo Tigre ligger 104 meter över havet och antalet invånare är 528.
Terrängen runt Arroyo Tigre är platt åt sydväst, men åt nordost är den kuperad. Runt Arroyo Tigre är det ganska glesbefolkat, med 39 invånare per kvadratkilometer. Närmaste större samhälle är Isla Soyaltepec, 8,8 km nordväst om Arroyo Tigre. Omgivningarna runt Arroyo Tigre är en mosaik av jordbruksmark och naturlig växtlighet.